# Thiodina candida
Thiodina candida är en spindelart som beskrevs av Mello-Leitao 1922. Thiodina candida ingår i släktet Thiodina och familjen hoppspindlar. Inga underarter finns listade i Catalogue of Life.